# Lijst van burgemeesters van Genemuiden
Dit is een lijst van burgemeesters van de voormalige Nederlandse gemeente Genemuiden tot 1 januari 2001 toen deze gemeente opging in de nieuw gevormde gemeente Zwartewaterland.

## burgemeesters van de stad Genemuiden
| Ambtsperiode | Naam burgemeester   | Bijzonderheden |
| ------------ | ------------------- | -------------- |
| 1542         | Wycher Petersz.     |                |
| 1542         | Henrick Symonsz.    |                |
| 1542         | Claes Symsz.        |                |
| 1552         | Johan Brandt        |                |
| 1552         | Henrick Hermensz.   |                |
| 1611         | Asgen Drees         |                |
| 1611         | Marten Fransz.      |                |
| 1611         | Thonys Petersz.     |                |
| 1624         | Egbert Henricks     |                |
| 1624         | Symon Peters        |                |
| 1696-1707    | Evert van der Linde |                |
| 1733         | Albert Backer       |                |

## burgemeesters van de gemeente Genemuiden
| Ambtsperiode                  | Naam burgemeester                             | Partij of stroming | Bijzonderheden                                                                           |
| ----------------------------- | --------------------------------------------- | ------------------ | ---------------------------------------------------------------------------------------- |
| 1811                          | mr. J. Hoekman                                |                    | maire                                                                                    |
| 1811 - 1812                   | Ulrich Lauts                                  |                    | maire                                                                                    |
| 1812 - 1825                   | C. Scheidius                                  |                    | aanvankelijk maire, daarna schout                                                        |
| 1825 - 1842                   | J. Jacobs van Dalfsen                         |                    |                                                                                          |
| 1842 - 1851                   | Age Hylkes Florison                           |                    | ovl. 11 juni 1851                                                                        |
| 1851 - 1863                   | Johannes Zeehuizen jr.                        |                    | ovl. 28 mei 1863                                                                         |
| 1863 - 1864                   | Karel Lodewijk Ruttink                        |                    |                                                                                          |
| 1864 - 1896                   | Henderikus Johannes Hulst                     |                    | ovl. 31 december 1896                                                                    |
| 1897 - 1914                   | Peter van Vleuten                             |                    | werd burgemeester van Kamperveen en Zalk en Veecaten, ovl. 1934                          |
| 19 november 1914 - maart 1922 | Harmanus Johannes Groote Balderhaar ten Velde |                    | Voorgaand burgemeester van Werkendam. In maart 1922 tijdens burgemeesterschap verdronken |
| 1922                          | G. Oprel                                      |                    | waarnemend, tevens burgemeester van Zwartsluis                                           |
| 1922 - 1927                   | Jetze Tjalma                                  | ARP                | werd burgemeester van Hoogeveen                                                          |
| 1928 - 1934                   | Wijnand Zeeuw                                 |                    | werd o.a. burgemeester van Noordeloos                                                    |
| 1934 - 1943                   | Johannes Gerhardus Hamer                      | ARP                | was burgemeester van Oud-Vossemeer                                                       |
| 1944 - 1945                   | E.W. Koster                                   | NSB                | waarnemend burgemeester, eerder (waarnemend) burgemeester van Groenlo en Someren         |
| 1945 - 1961                   | Johannes Gerhardus Hamer                      | ARP                |                                                                                          |
| 1961 - 1966                   | Marius Soetendal                              | ARP                |                                                                                          |
| 1967 - 1973                   | Ane Lieuwen                                   | ARP                | werd burgemeester van Wierden                                                            |
| 1974 - 1980                   | Klaas Bossenbroek                             | ARP                | was burgemeester van Urk                                                                 |
| 1981 - 1986                   | Gert van den Berg                             | SGP                |                                                                                          |
| 1986 - 1987                   | Engelbert (E.J.) van Voorden                  | SGP                | waarnemend, tevens burgemeester van IJsselmuiden                                         |
| 1987 - 2000                   | Jan (J.P.M.) Rietkerk                         | RPF                | vanaf september 2000 waarnemend                                                          |